# روبن ماسيدو
روبن ماسيدو هو لاعب كرة قدم برتغالي في مركز نصف الجناح، ولد في 9 مارس 1996 في أمارانتي في البرتغال. لعب مع نادي بورتو.

## وصلات خارجية
- روبن ماسيدو على موقع قاعدة بيانات كرة القدم.إي يو (الإنجليزية)
- روبن ماسيدو على موقع Soccerway.com (الإنجليزية)